# Cimetière militaire d'Edirnekapı
Le cimetière militaire d'Edirnekapı (en turc : Edirnekapı Şehitliği, prononcé [ɛdiɾnɛkɑ'pɯ ʃɛhitli:'i]) est un cimetière situé sur la rive européenne d'Istanbul

## Personnalités inhumées
- Yunus Nadi Abalıoğlu (1879-1945), journaliste et homme politique.
- Yusuf Akçura (1876-1935), journaliste, historien et homme politique.
- Oğuz Atay (1934-1977), écrivain.
- Mehmet Akif Ersoy (1873-1936), poète, auteur de l'hymne national turc.
- Mehmet Recep Peker (1889-1950), homme politique.
- Ruhi Sarıalp (1924-2001), athlète.
- Naim Süleymanoğlu (1967-2017), haltérophile.
- Bruno Taut (1880-1938), architecte allemand.
- Ahmet Tevfik Pacha (1845-1936), dernier grand vizir de l'Empire ottoman.
- Ali Suat Hayri Ürgüplü (1903-1981), homme politique.